# Pottia chubutensis
Pottia chubutensis är en bladmossart som beskrevs av Jules Cardot och Brotherus 1923. Pottia chubutensis ingår i släktet Pottia och familjen Pottiaceae. Inga underarter finns listade i Catalogue of Life.